# M/V Celine

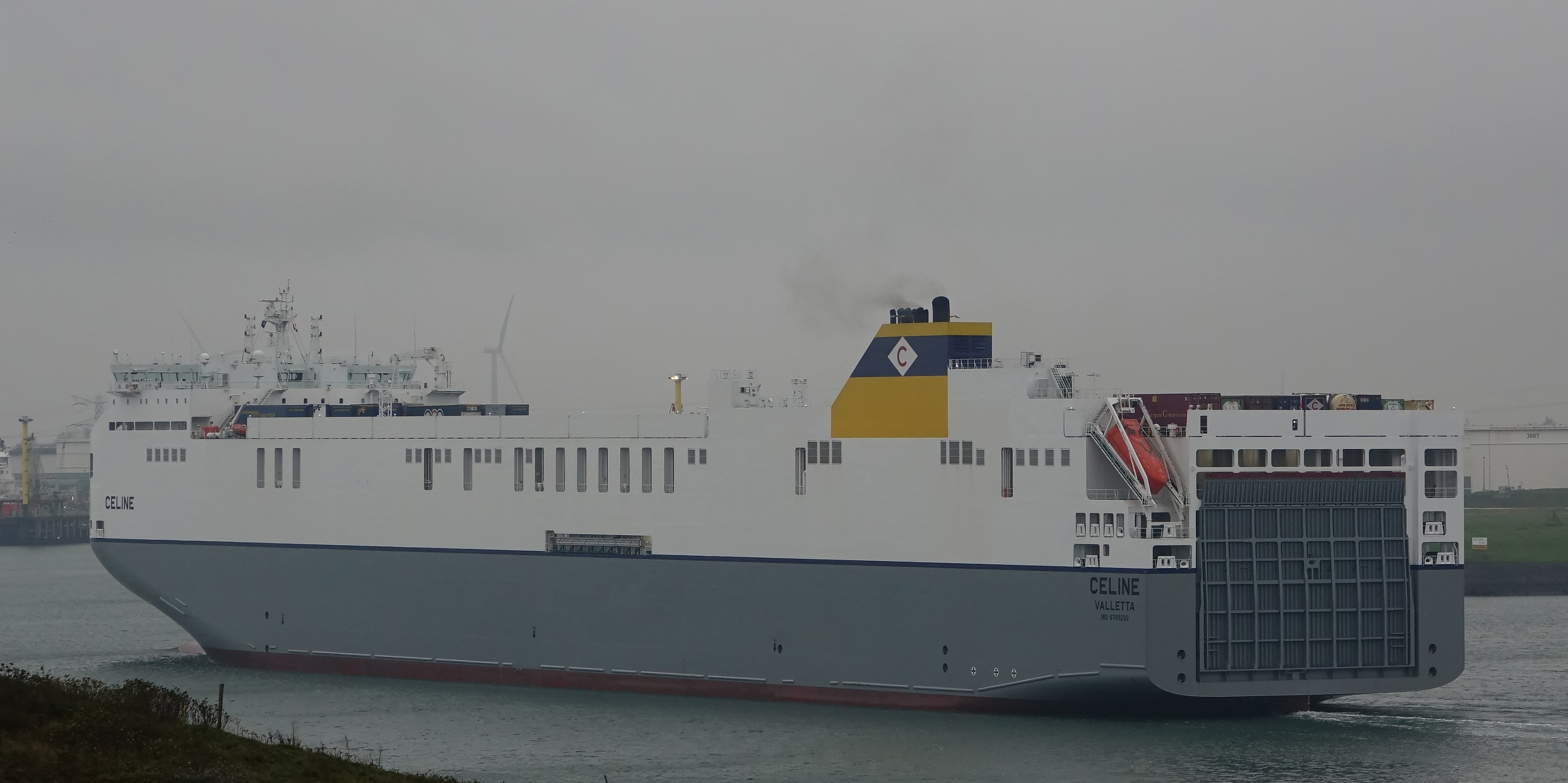
M/V Celine akterifrån

M/V Celine är ett roro-fartyg, som levererades av Hyundai Heavy Industries i Sydkorea 2017 till rederiet CLdN ro ro S.A. (Compagnie Luxembourgeoise de Navigation) i Luxemburg.
Celine var 2017 världens största roro-fartyget för kortdistanstrafik i världen.. Hon är 234 meter lång och lastar 580 trailers på 8.000 fordonsfilmeter. Celine lastas på och av över en 25 x 18 meter akterramp, med lastning av trailers på fyra höj- och sänkbara bildäck.
Celine går på främst på rutter mellan Dublin i Irland, respektive North Killingholme Haven i Storbritannien och Zeebrygge i Belgien, respektive Rotterdam i Nederländerna.